# Sterlitamak
Sterlitamak (russisch Стерлитама́к, baschkirisch Стәрлетамаҡ) ist mit 277.400 Einwohnern (Stand 2025) nach Ufa die zweitgrößte Stadt der autonomen Republik Baschkortostan im östlichen Teil des europäischen Russland.

## Etymologie
Der Name der Stadt entstand durch die Verschmelzung von zwei Wörtern: dem Namen des Flusses Sterli, der durch die Stadt fließt, und dem baschkirischen Wort „тамаҡ“ (Mund, Kehle), übersetzt bedeutet der Name Sterlitamak „Mündung des Flusses Sterli“.

## Geographie
Sterlitamak liegt am linken Ufer des Flusses Belaja und an den westlichen Ausläufern des Südurals, etwa 130 km südlich von Ufa und ungefähr auf halbem Wege zwischen Ufa und der Verwaltungsgrenze Baschkortostans zur Oblast Orenburg. Die beiden nächstgelegenen Städte sind Ischimbai (21 km südlich von Sterlitamak entfernt) und Salawat (29 km südlich).

## Geschichte

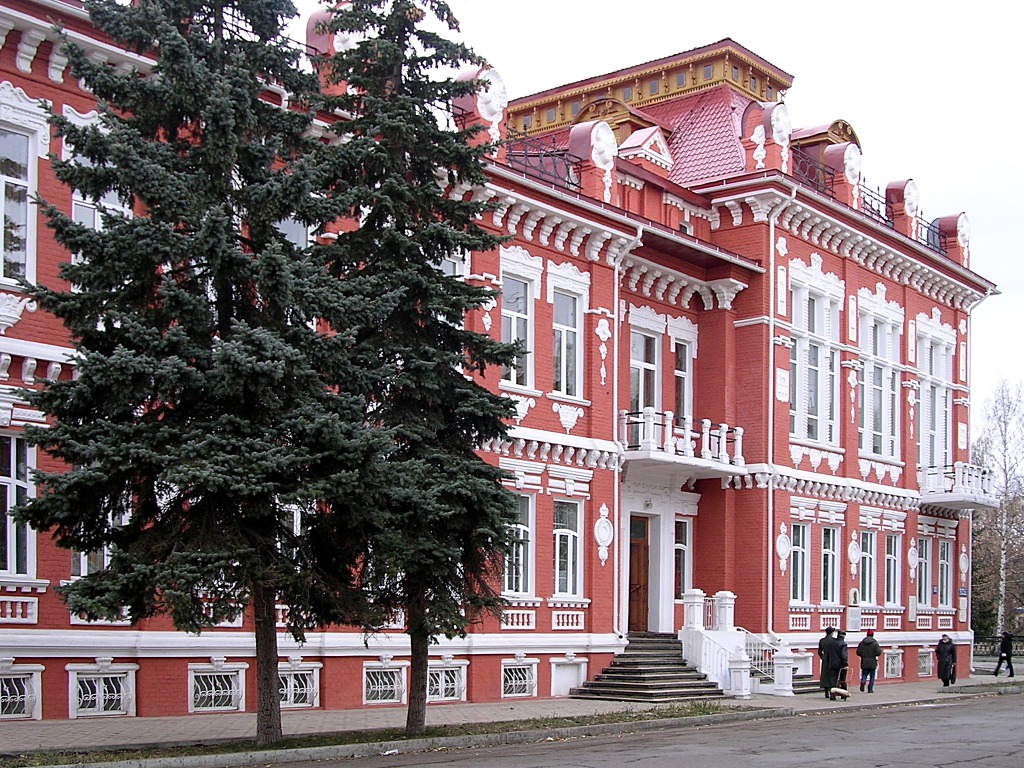
Altes Verwaltungsgebäude (1870er-Jahre) in Sterlitamak

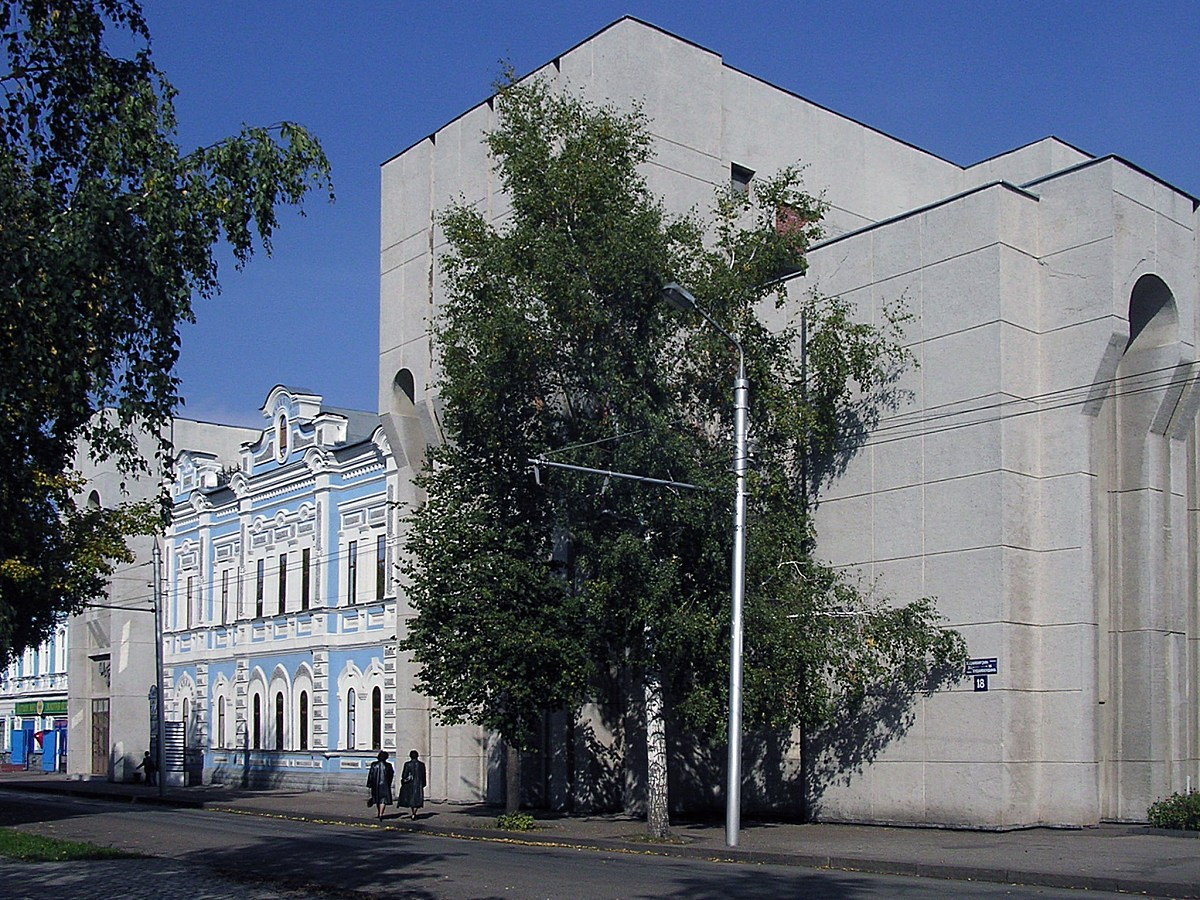
Dramatheater Sterlitamak

1735 wurde an der Mündung des Flusses Sterlja in den Fluss Aschkadar eine Poststation Aschkadarski Jam eingerichtet. Da in dieser Gegend damals die Salzgewinnung ihre Blütezeit erlebte, ließ ein Großkaufmann an der Belaja für den Vertrieb des weiter flussaufwärts geförderten Salzes einen Hafen errichten. Dessen Bau wurde 1766 abgeschlossen. Der Ortsname stammt aus dem Baschkirischen und bedeutet wörtlich „Mündung der Sterlja [in die Belaja]“.
1781 erhielt der Ort im Zuge einer Gebietsreform den Stadtstatus zugesprochen, und ein Jahr später billigte Zarin Katharina II. den Entwurf für ein eigenes Sterlitamaker Stadtwappen. Bis ins frühe 20. Jahrhundert dominierte der Betrieb des Salzhafens die Stadt wirtschaftlich.
Von 1919 bis 1922 war Sterlitamak Hauptstadt der innerhalb Sowjetrusslands neu gebildeten Autonomen Sowjetrepublik Baschkirien, bis dieser Status Ufa zugesprochen wurde. Seit 1930 ist Sterlitamak Hauptort des gleichnamigen Rajons der Republik. Während des Zweiten Weltkrieges wurden mehrere Industriebetriebe aus anderen europäischen Teilen der Sowjetunion nach Sterlitamak evakuiert.
In der Nachkriegszeit expandierte die Industrie Sterlitamaks, nicht zuletzt aufgrund der in den 1930er-Jahren aufgenommenen Erdölförderung rund um die Stadt. Es entstanden neue Stadtviertel, so dass die Stadt bereits in den 1950er-Jahren die Einwohnermarke von 100.000 überschritt. Durch die rasche Industrialisierung verschlechterte sich die Umweltsituation in Sterlitamak erheblich. Inzwischen hat sie sich aber, vor allem auch nach dem industriellen Rückbau nach dem Zerfall der Sowjetunion, wieder verbessert.

### Bevölkerungsentwicklung
| Jahr | Einwohner |
| ---- | --------- |
| 1939 | 38.786    |
| 1959 | 111.575   |
| 1970 | 184.894   |
| 1979 | 220.122   |
| 1989 | 247.457   |
| 2002 | 264.362   |
| 2010 | 273.486   |

Anmerkung: Volkszählungsdaten 

## Wirtschaft und Verkehr

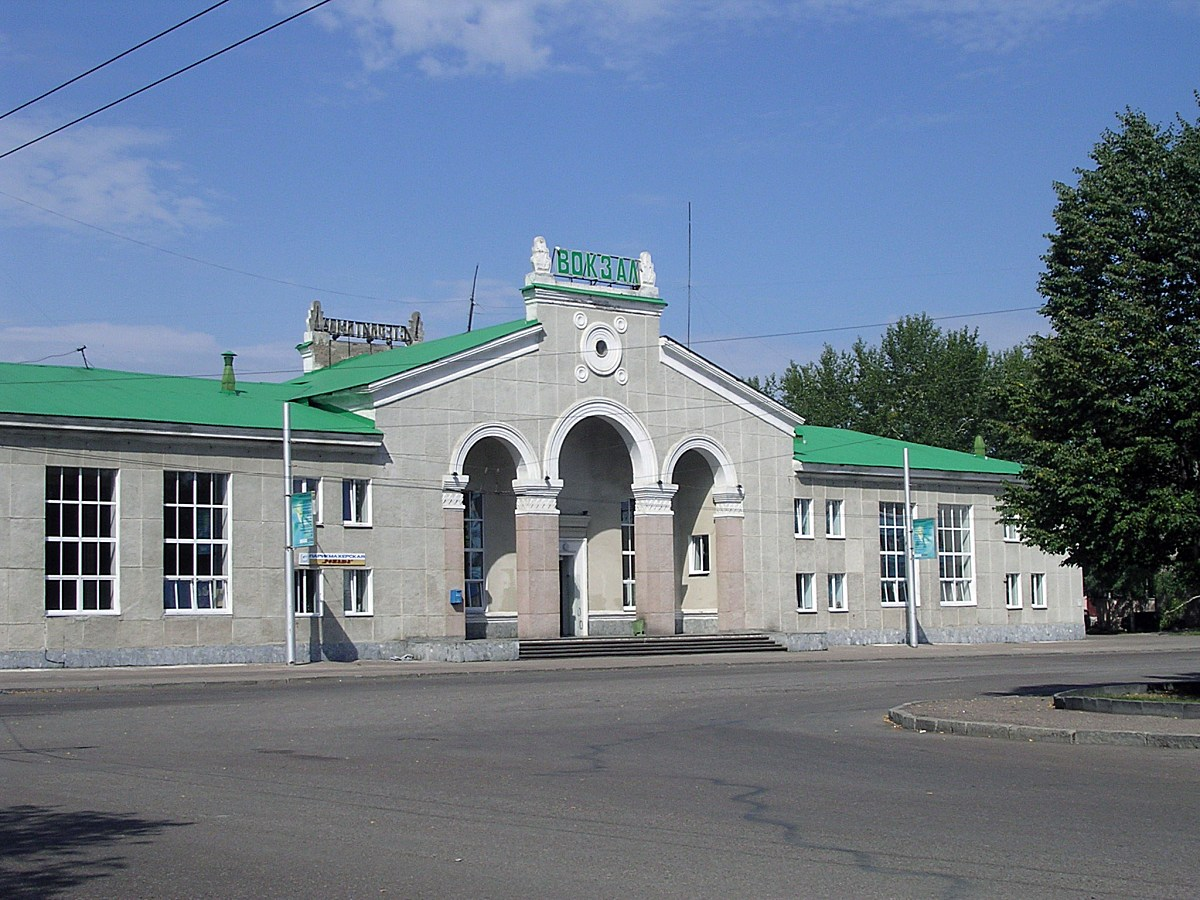
Bahnhof Sterlitamak

Heute ist die Stadt ein bedeutendes Zentrum der chemischen Industrie, hier vor allem der Rohölverarbeitung. Außerdem gibt es in der Stadt Betriebe des Maschinenbaus, der Baustoffindustrie und der Leichtindustrie.
Sterlitamak verfügt über direkte Straßenverbindungen in die Metropolen Ufa und Orenburg, die allerdings bislang nicht als Fernstraßen oder Autobahnen ausgebaut sind. Eine Alternative bei den Verbindungen nach Ufa und Orenburg ist die Eisenbahnstrecke zwischen den beiden Städten, an der Sterlitamak einen Bahnhof hat. Allerdings ist die Strecke vorwiegend eingleisig und nicht elektrifiziert, weswegen die Fahrt mit dem Zug merklich länger dauert als mit dem Auto oder mit dem Bus. Im innerstädtischen öffentlichen Nahverkehr spielt vor allem das Trolleybusnetz der Stadt eine Rolle.

## Persönlichkeiten

### Söhne und Töchter der Stadt
- Pjotr Samonow (1863–1930er Jahre), Bildhauer
- Alexander Worobjow (1909–1981), Physiker
- Juri Morosow (* 1949), Premierminister Südossetiens von 2005 bis 2008
- Tatjana Lebedewa (* 1976), Leichtathletin
- Eduard Tjukin (* 1978), Gewichtheber
- Irek Saripow (* 1983), Biathlet und Skilangläufer
- Roman Akbaschew (* 1991), Fußballspieler
- Alexandra Soldatowa (* 1998), rhythmische Sportgymnastin[3]

### Personen mit Beziehung zur Stadt
- Raissa Gorbatschowa (1932–1999), Soziologin und „First Lady“, ging in Sterlitamak zur Schule